# Теректи (Байдібека район)
Теректи́ (каз. Теректі) — село у складі району Байдібека Туркестанської області Казахстану. Входить до складу Боралдайського сільського округу.
Населення — 859 осіб (2021; 850 у 2009, 794 у 1999, 566 у 1989).